# Andrew Marvell
Andrew Marvell (Winestead-in-Holderness, Yorkshire, 31 de marzo de 1621-Bloomsbury, 16 de agosto de 1678) fue un poeta, escritor satírico y parlamentario británico.
Fue poco reconocido como poeta en su época, pero alcanzó su popularidad como escritor satírico, así como patriota. Amigo y ayudante de un autor de gran renombre, John Milton, y admirador del político Oliver Cromwell. Se le incluye en el grupo de los poetas metafísicos, en los que también se encuentran John Donne y George Herbert, entre otros. Murió en su casa en Great Russell Street,  a la edad de 57 años.

## Vida y estudios
Hijo del reverendo Andrew Marvell y de su esposa, Anne Pease. Muy pronto, cuando Andrew hijo tiene 3 años, su familia se muda a Hull. Allí, su padre trabajaría como orador en la Holy Trinity Church. Ingresa en la Universidad de Cambridge en el año 1633.
En 1640 muere su padre, cuando él contaba con 19 años y ya hacía 2 años que se había convertido en un erudito del Trinity y que su madre había fallecido. Ese mismo año, deja Cambridge para convertirse en el tutor de la hija del general Fairfax, llamada Mary, durante dos años (1640-42). Después realizó numerosos viajes por Europa durante 4 o 5 años (entre los años 1642 y 1646-47), visitando España, Francia, Holanda y Suecia.
Cuando John Milton es condenado a muerte por sus poemas antimonárquicos y sus actividades revolucionarias, Marvell intenta convencer al rey Carlos II de Inglaterra para que no lo ejecuten.
El 16 de agosto de 1678 muere en Bloomsbury (aunque algunas fuentes marcan el día 18 de agosto), olvidado y pobre. Andrew Marvell es enterrado en la iglesia St. Giles-in-the-Fields.

## Obra, ideología y poemas

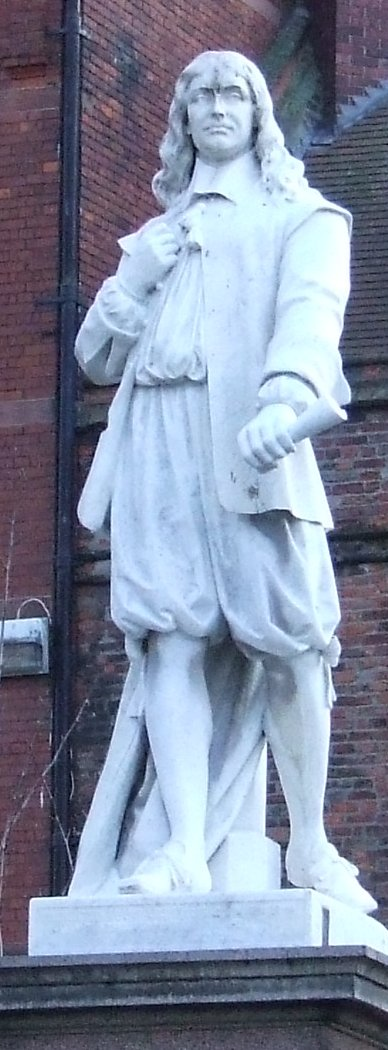
Estatua de Andrew Marvell.

Entre sus poemas más célebres se encuentran To His Coy Mistress (A su esquiva amada) donde, a pesar de su puritanismo, desprende mucho erotismo y el cual, T.S. Eliot hace referencia en su poema The Love Song of J. Alfred Prufrock y también en The Waste Land; y The Garden (El jardín), entre otros. 
Elogió a Oliver Cromwell en varios de sus poemas, de los cuales Oda horaciana al regreso de Cromwell de Irlanda está considerado como uno de lo mayores poemas políticos.
Igualmente escribió poemas en griego y latín sobre Carlos II de Inglaterra y la reina, Mary. Asimismo, escribió anónimamente varios poemas donde refleja claramente su posición antimonárquica y donde condena la censura. Entre las obras que muestran su postura contra la monarquía, acusándola de corrupta, se encuentran obras como The last instructions to a painter (Últimas instrucciones a un pintor) del año 1667 y Britannia and Raleigh (Britannia y Raleigh). Se opuso al también poeta inglés John Dryden.
Cultivó prosa satírica, lo que le supuso obtener un gran éxito en vida, considerando incluso mejor su prosa que su poesía.
En el libro Miscelánea de poesía, publicado en el año 1681, se encuentra su obra poética.